# Maip
Maip („stín smrti“) byl rod velkého teropodního dinosaura z čeledi Megaraptoridae, který žil v době před asi 70 miliony let (geologický věk maastricht) na území dnešní argentinské Patagonie. Fosilie tohoto dravého teropoda z kladu Megaraptora byly objeveny asi 30 km západně od města El Calafate na území provincie Santa Cruz v sedimentech geologického souvrství Chorrillo. Formálně byl tento taxon popsán roku 2022 jako typový druh Maip macrothorax.

## Popis

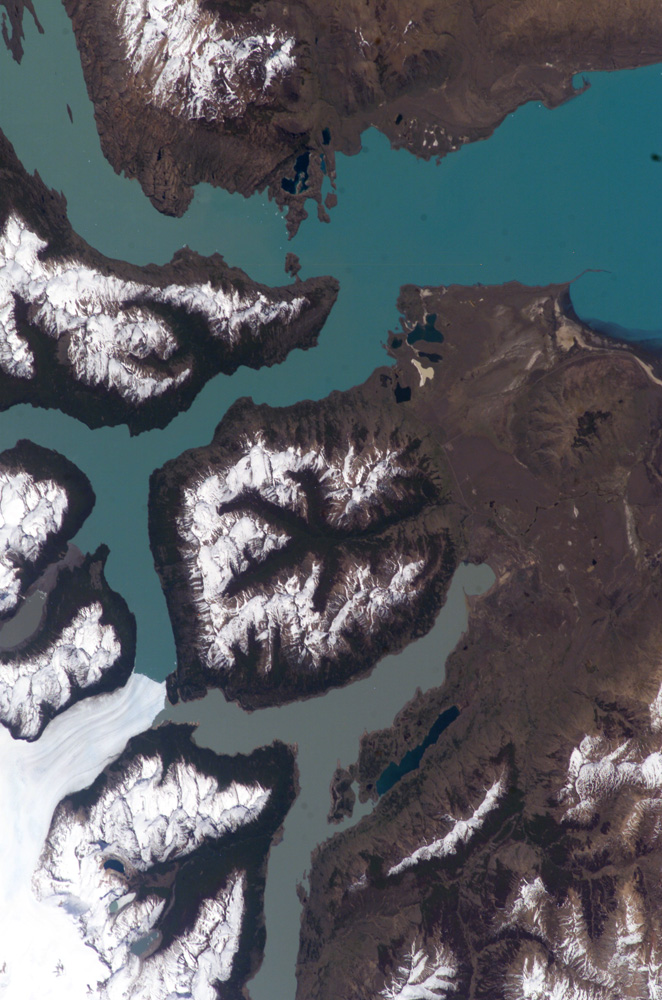
Satelitní snímek oblasti, ve které se nacházejí výchozy geologického souvrství Chorillo (přibližně pravá strana prostřední části snímku).

Holotyp tohoto teropodního dinosaura (sbírkové označení MPM 21545) měřil na délku asi 9 až 10 metrů, což z něj činí dosud největšího známého zástupce megaraptorů v Jižní Americe a pravděpodobně i na světě. Výzkum žeber tohoto exempláře ukázal, že tento teropod měl pravděpodobně podobný respirační systém, jako mají současní ptáci a nikoliv jako mají například krokodýli.

## Zařazení
Tento druh spadal do vývojové skupiny teropodů z kladu Megaraptora a jeho blízkými příbuznými tak byly například jihoamerické taxony Orkoraptor, Tratayenia nebo Aerosteon. Mírně vzdálenějšími příbuznými pak byly rody Murusraptor nebo Megaraptor. Megaraptoři z jiných částí světa (jako byly rody Australovenator, Fukuiraptor nebo Phuwiangvenator) už byly tomuto taxonu příbuzní jen velmi vzdáleně.